# 水笙
水笙，為金庸小說《連城訣》中女主角之一。在書中和表哥汪嘯風合稱「鈴劍雙俠」，兩人自幼青梅竹馬，感情甚佳。

## 生平
初次出場時因誤認狄雲為血刀門之惡僧，因而踩斷其大腿。後遭血刀老祖挾持，和狄雲三人一同進了藏邊雪山。在一場惡鬥之後，血刀老祖死亡，水笙也失去了父親水岱和父親的兩位結義兄弟：陸天抒、劉乘風，而「落、花、流、水」中唯一存活的花鐵幹因誤殺義弟劉乘風而露出邪惡的本性，並意圖殺水笙和狄雲滅口，以免自己在江湖上的聲名受累。
兩人因此並肩對抗花鐵幹。在此期間，水笙原認定狄雲為淫僧，因之對其甚懼。但是狄雲從不進去她所居的洞穴中，甚守禮法。加上她的食物皆為狄雲所掌擊的谷中老鷹。因此以老鷹羽毛辛苦編織了一件絨衣給狄雲穿，然而狄雲卻因想起往事，拒不接受。
雪融後，汪嘯風為花鐵幹所誤導，認為水笙已失身於狄雲，後又發現絨衣在水笙的床上，為此非常惱火。在水笙和表哥等人下山之後，過了一段時間，狄雲帶著師妹的遺孤空心菜回到藏(川)邊雪谷，卻發現水笙早已在谷邊守候多時，並說：「我就知道你一定會回來的。」